# Smekkleysa
Smekkleysa (isl. kiepski smak) – wytwórnia muzyczna z Reykjavíku. Jedna z czołowych wytwórni islandzkich. Na rynkach anglojęzycznych używa przetłumaczonej nazwy Bad Taste. Wybrano taką nazwę, ponieważ wytwórnia uważa, że "dobry smak i oszczędność są wrogami kreatywności".
Smekkleysa została założona w czerwcu 1986 r. w celu wydawania płyt The Sugarcubes. Założycielami byli Einar Örn Benediktsson, Ásmundur Jónsson oraz Dóra Einarsdóttir. Później wytwórnia wydawała płyty m.in. Gus Gus, Jóhanna Jóhannssona, múm, Mammút, Sigur Rós oraz Trabant. Nadal ma prawa do rynku islandzkiego najpopularniejszych islandzkich muzyków, Björk i Sigur Rós.
Inne projekty prowadzone pod szyldem Smekkleysy to m.in. stacja radiowa Skratti (isl. diabeł), restauracja Drullupytturinn (isl. błotna kałuża), sklep z płytami w Reykjavíku, jak również gala nagród artystycznych.